# Discord (album)
Pour les articles homonymes, voir Discord.
 (janvier 2018).
Si vous disposez d'ouvrages ou d'articles de référence ou si vous connaissez des sites web de qualité traitant du thème abordé ici, merci de compléter l'article en donnant les références utiles à sa vérifiabilité et en les liant à la section « Notes et références ».
Albums de Ryūichi Sakamoto
1996
(1996) BTTB
(1999)
Discord est un album de musique du pianiste et compositeur japonais Ryūichi Sakamoto, sorti en 1997.

## Liste des titres
| Édition standard Europe et États-Unis (Sony Classical, 10 février 1997) | Édition standard Europe et États-Unis (Sony Classical, 10 février 1997) | Édition standard Europe et États-Unis (Sony Classical, 10 février 1997) | Édition standard Europe et États-Unis (Sony Classical, 10 février 1997) | Édition standard Europe et États-Unis (Sony Classical, 10 février 1997) | Édition standard Europe et États-Unis (Sony Classical, 10 février 1997) | Édition standard Europe et États-Unis (Sony Classical, 10 février 1997) | Édition standard Europe et États-Unis (Sony Classical, 10 février 1997) | Édition standard Europe et États-Unis (Sony Classical, 10 février 1997) | Édition standard Europe et États-Unis (Sony Classical, 10 février 1997) |
| No                                                                      | Titre                                                                   | Durée                                                                   |                                                                         |                                                                         |                                                                         |                                                                         |                                                                         |                                                                         |                                                                         |
| ----------------------------------------------------------------------- | ----------------------------------------------------------------------- | ----------------------------------------------------------------------- | ----------------------------------------------------------------------- | ----------------------------------------------------------------------- | ----------------------------------------------------------------------- | ----------------------------------------------------------------------- | ----------------------------------------------------------------------- | ----------------------------------------------------------------------- | ----------------------------------------------------------------------- |
| 1.                                                                      | Untitled 01: 1st Movement - Grief                                       | 17:39                                                                   |                                                                         |                                                                         |                                                                         |                                                                         |                                                                         |                                                                         |                                                                         |
| 2.                                                                      | Untitled 01: 2nd Movement - Anger                                       | 5:39                                                                    |                                                                         |                                                                         |                                                                         |                                                                         |                                                                         |                                                                         |                                                                         |
| 3.                                                                      | Untitled 01: 3rd Movement - Prayer                                      | 17:49                                                                   |                                                                         |                                                                         |                                                                         |                                                                         |                                                                         |                                                                         |                                                                         |
| 4.                                                                      | Untitled 01: 4th Movement - Salvation                                   | 13:37                                                                   |                                                                         |                                                                         |                                                                         |                                                                         |                                                                         |                                                                         |                                                                         |
| 54:41                                                                   |                                                                         |                                                                         |                                                                         |                                                                         |                                                                         |                                                                         |                                                                         |                                                                         |                                                                         |

| Titre supplémentaire - Édition standard Japon (For Life Record, 2 juillet 1997) | Titre supplémentaire - Édition standard Japon (For Life Record, 2 juillet 1997) | Titre supplémentaire - Édition standard Japon (For Life Record, 2 juillet 1997) | Titre supplémentaire - Édition standard Japon (For Life Record, 2 juillet 1997) | Titre supplémentaire - Édition standard Japon (For Life Record, 2 juillet 1997) | Titre supplémentaire - Édition standard Japon (For Life Record, 2 juillet 1997) | Titre supplémentaire - Édition standard Japon (For Life Record, 2 juillet 1997) | Titre supplémentaire - Édition standard Japon (For Life Record, 2 juillet 1997) | Titre supplémentaire - Édition standard Japon (For Life Record, 2 juillet 1997) | Titre supplémentaire - Édition standard Japon (For Life Record, 2 juillet 1997) |
| No                                                                              | Titre                                                                           | Durée                                                                           |                                                                                 |                                                                                 |                                                                                 |                                                                                 |                                                                                 |                                                                                 |                                                                                 |
| ------------------------------------------------------------------------------- | ------------------------------------------------------------------------------- | ------------------------------------------------------------------------------- | ------------------------------------------------------------------------------- | ------------------------------------------------------------------------------- | ------------------------------------------------------------------------------- | ------------------------------------------------------------------------------- | ------------------------------------------------------------------------------- | ------------------------------------------------------------------------------- | ------------------------------------------------------------------------------- |
| 5.                                                                              | Untitled 01: 2nd Movement - Anger (Jungle Live Mix)                             | 8:14                                                                            |                                                                                 |                                                                                 |                                                                                 |                                                                                 |                                                                                 |                                                                                 |                                                                                 |
| 62:59                                                                           |                                                                                 |                                                                                 |                                                                                 |                                                                                 |                                                                                 |                                                                                 |                                                                                 |                                                                                 |                                                                                 |

## Crédits

### Membres du groupe
- Direction : Yutaka Sado
- Chef d'orchestre : Fuminori Shinozaki
- Musiciens : DJ Spooky, David Torn, Ryūichi Sakamoto

### Équipes technique et production
- Production : Ryūichi Sakamoto
- Producteur délégué : Yoshio Okabe, Yutaka Goto
- Mastering : Ted Jensen
- Mixage, enregistrement : Goh Hotoda
- Programmation : Katsumi Ishida
- Édition, ingénierie (assistant) : Fernando Aponte
- A&R : Ken Sugaya, Masakazu Hirata
- Artwork : Hideki Nakajima, Norika Sky-Sora, Yoshinori Ochiai
- Design : Yoshinori Ochiai, Fumiko Higaki, Jurie Nanbu, Takashi Ishigure, Atsushi Takahashi